# قایق توپ‌دار هیرا
قایق توپ‌دار هیرا (به انگلیسی: Japanese gunboat Hira) یک کشتی بود.